# Fernando de Páramo
Fernando Tomás de Páramo Gómez (Granada, 25 de noviembre de 1987) es un político y periodista español, diputado de Ciudadanos en el Parlamento de Cataluña. Fue miembro del Comité Ejecutivo y secretario de Comunicación de Ciudadanos hasta el 21 de noviembre de 2019.

## Biografía
Nacido en 1987 en la ciudad de Granada, vivió en Barcelona desde los cuatro años. Se licenció en Derecho y en Periodismo por la Universidad Abad Oliva CEU de Barcelona y tiene un Máster en Gestión de Empresas de Comunicación por la Universidad de Navarra.
Comenzó trabajando en radio y televisión. Fue director del programa de televisión la veu del soci, una tertulia futbolística emitida por el canal 25 tv. También fue director y presentador del programa Temps de luxe en Onda Cero de Cataluña. Es profesor de Comunicación y marketing televisivo en ESERP Business School de Barcelona.
Es miembro del consejo de abogados de Barcelona y  del consejo asesor de La Jove Cambra d'Empresaris de Barcelona.
De Páramo es columnista en varios medios digitales.

## Carrera política
Se convirtió en miembro del comité ejecutivo de Ciudadanos-Partido de la Ciudadanía (Cs) en julio de 2014 y es Secretario de Comunicación del partido. Colaboró con Albert Rivera en la redacción de su libro Juntos Podemos y es uno de los miembros de Cs con mayor presencia en programas de televisión. Parte del éxito de Ciudadanos se atribuye a su estrategia de comunicación en las redes sociales.
Tras las elecciones autonómicas catalanas de 2015, resultó elegido diputado por la circunscripción electoral de Barcelona de la xi legislatura del Parlamento de Cataluña donde fue portavoz adjunto.
Es asistente de temas sociales en el parlamento europeo.
En las elecciones generales de 2019 se presentó por la circunscripción de Barcelona en la candidatura liderada por Inés Arrimadas consiguiendo uno de los cuatro escaños de Ciudadanos.
| Predecesor: -             | Secretario de Comunicación de Ciudadanos-Partido de la Ciudadanía desde 2014                      | Sucesor: - |
| Predecesor: Carina Mejías | Portavoz adjunto del Grupo Ciudadanos en el Parlamento de Cataluña desde el 26 de octubre de 2015 | Sucesor: - |